# Place Saint-Sulpice
Place Saint-Sulpice är ett torg i Quartier de l'Odéon i Paris 6:e arrondissement. Place Saint-Sulpice är uppkallad efter kyrkan Saint-Sulpice.

## Omgivningar
- Saint-Sulpice
- Fontaine Saint-Sulpice
- Rue Saint-Sulpice
- Fontaine Wallace
- Fontaine de la Paix et des Arts

## Bilder
| - Saint-Sulpice. - Området kring kyrkan Saint-Sulpice. Utsnitt från Truschets och Hoyaus karta över Paris från år 1552. - Fontaine Wallace. - Fontaine de la Paix et des Arts. |

## Kommunikationer
- Tunnelbana – linje  – Saint-Sulpice
- Busshållplats Saint-Sulpice – Paris bussnät, linje 84

### Webbkällor
- ”Place Saint-Sulpice”. Mairie de Paris. http://www.v2asp.paris.fr/commun/v2asp/v2/nomenclature_voies/Voieactu/8992.nom.htm. Läst 12 mars 2021.
- ”Place Saint-Sulpice”. Les rues de Paris. https://www.parisrues.com/rues06/paris-06-place-saint-sulpice.html. Läst 12 mars 2021.